# Bouwsteen

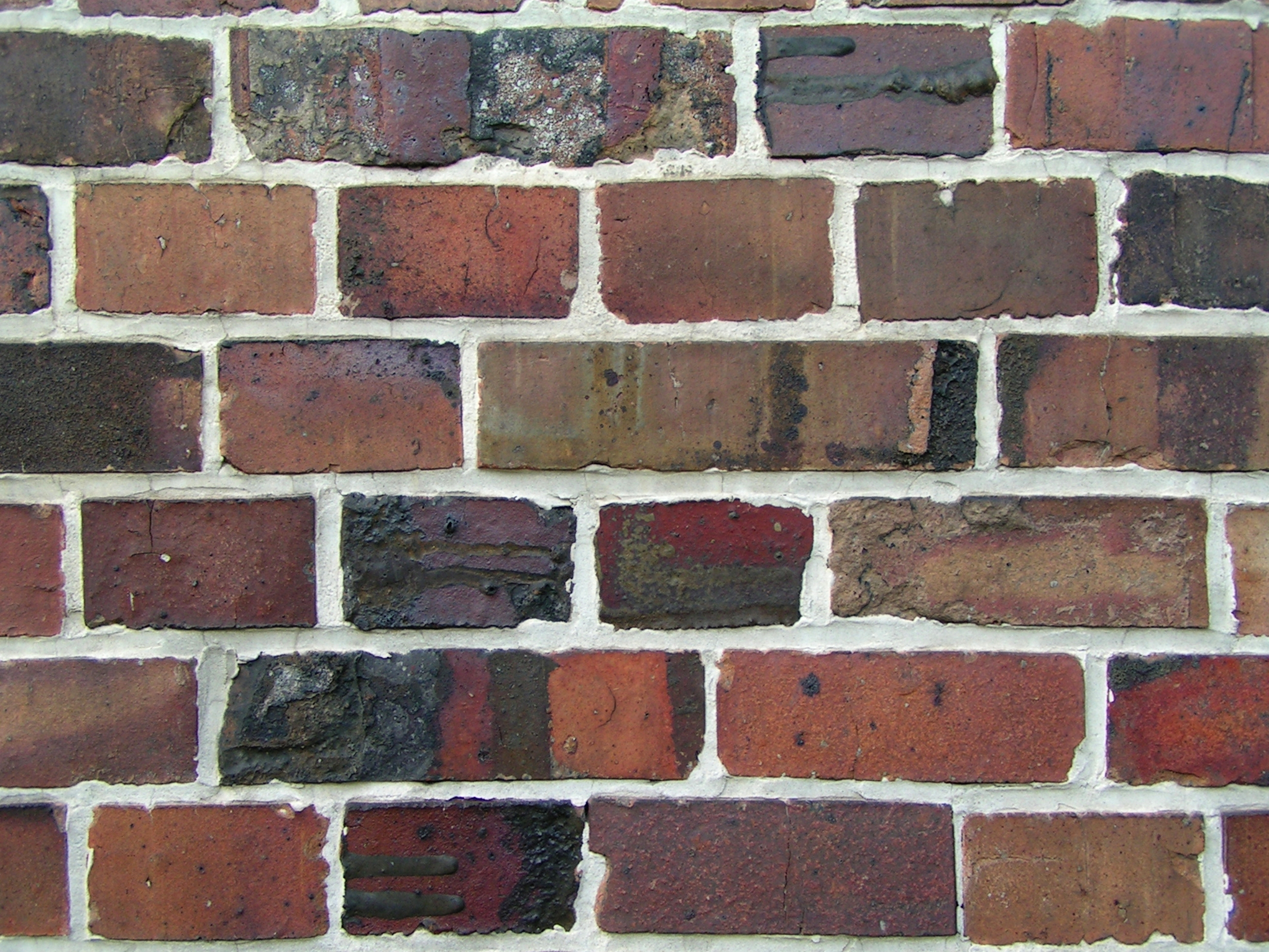
Baksteen klinkers gebruikt als bouwsteen voor een muur

Een bouwsteen is een steen die geschikt is of geschikt gemaakt is voor het bouwen. Bouwstenen kunnen worden verwerkt door middel van metselen. 
Het woord bouwsteen wordt ook wel figuurlijk gebruikt. Dan betekent het: een onderdeel dat gebruikt kan worden om een groter geheel te bouwen.

## Soorten
- stenen van natuursteen, al of niet behouwen;
- gebakken stenen zoals, baksteen: klinkers enzovoorts;
- kunststeen zoals kalkzandsteen, gipsblokken, betonsteen enzovoorts;